# Temlin Ferenc
Temlin Ferenc szlovénül: Franc Temlin, vendül: Ferenc Temlin (született: Kraina; meghalt: 18. század első fele) magyarországi szlovén (vend) evangélikus lelkész a Muravidéken. A Temlin családok a Muraszombattól keletre fekvő falvakban élnek nagyszámban még ma is. A nevükben található „-in” végződés miatt feltételezhetően német származású családról van szó. Temlin Ferenc feltehetően kisnemesi címmel rendelkezett. Források szerint a Temlinek 1687-ben nyertek nemességet, vele majdnem egyidőben a Geutmanok, valamint 1690-ben a szlovén Kercsmárok.
Temlin 1714 körül írta meg művét, a Mali katechizmus-t (Kis katekizmus), amely az első nyomtatásban kiadott vend nyelvű irodalmi műnek számít ma is. 1715-ben iratkozott be a wittenbergi egyetemre. Itt latin nyelven levelet írt a piétáknak, amelyben panaszkodott, hogy hazája a Tótság (ő ezt Sclavonia-nak nevezi) mekkora hiányt szenved az értelmiségben és könyvekkel is alig rendelkeznek.

A Wittenbergben talált adatok alapján Temlin Véghelyen született, apját valószínűleg Temlin Balázsnak hívták. Nem ismeretesek alap- és középfokú tanulmányai, sem halálának helye és ideje.

A levelét August Hermann Francke őrizte meg, aki valószínűleg megadta a támogatást Temlin könyvének kinyomtatásához.
A katekizmust 1715-ben adták ki Halleban, Szász-Anhalt tartományban, Andreas Zeitler nyomdásznál.

A mű közvetlen forrása az 1709-ben kiadott Győri katekizmus volt, amely Luther Márton katekizmusának magyar fordítása.

1796-ban egy második kiadása is született a Temlin-műnek, ezt feltehetően Bakos Mihály készítette.
Ugyanitt, Wittenbergben egy másik szlovén tótsági származású író, Temlin Mátyás is tanult, aki már németül írt. Nyilvánvalóan nincs rokonság köztük, de a neve alapján szintén krainai születésű volt.

## Műve
- Mali Katechismus, tou je tou krátki návuk vöre kershánszke dávno nigda, po D. Luther Martonni z szvétoga piszma vküp zebrán ino za drouvne Deczé volo szpiszani. Zdai pak na szlovenszki jezik preloseni. Stámpano v-Saxonii v-mesti Halla imenüvanom po Zeitler Andrasi. Anno 1715. 48. p.

## Külső hivatkozás
- Források a Muravidék történetéhez (Viri za zgodovino Prekmurja), 1. kötet. Szerkesztette: Mayer László és Molnár András. Szlovén fordítás: Magda Berden, Szombathely-Zalaegerszeg 2008. ISBN 978-963-7227-19-6
- Magyar könyvek muravidéki tájnyelven.
- Porabje, 29. septembra 2005.[halott link]